# Kaavi
Kaavi è un comune finlandese di 2689 abitanti, situato nella regione del Savo Settentrionale.

## Amministrazione

### Gemellaggi
- Mõniste, Estonia
- Võrumaa, Estonia[3]

## Galleria d'immagini

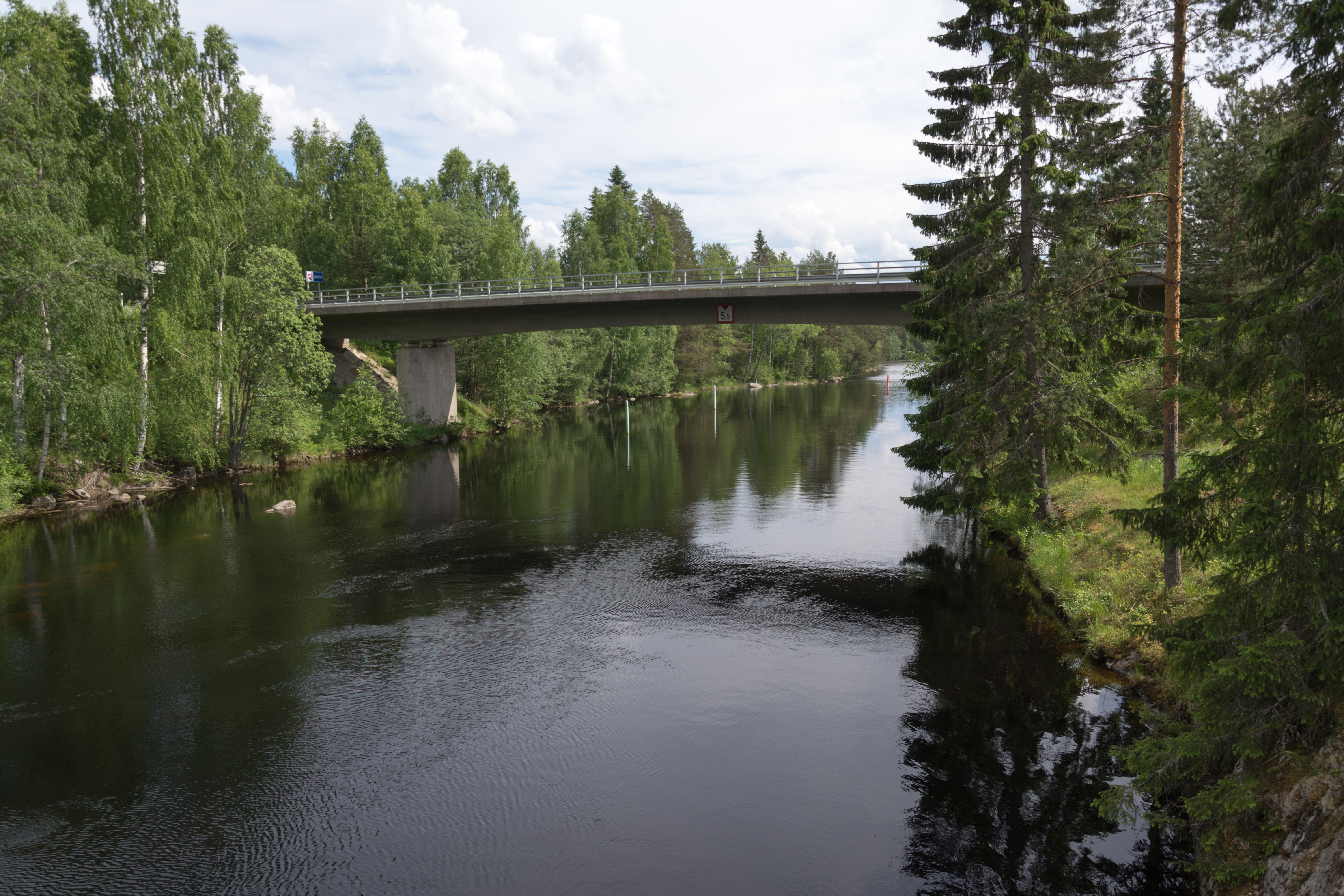
Canale di Kaavinkoski.
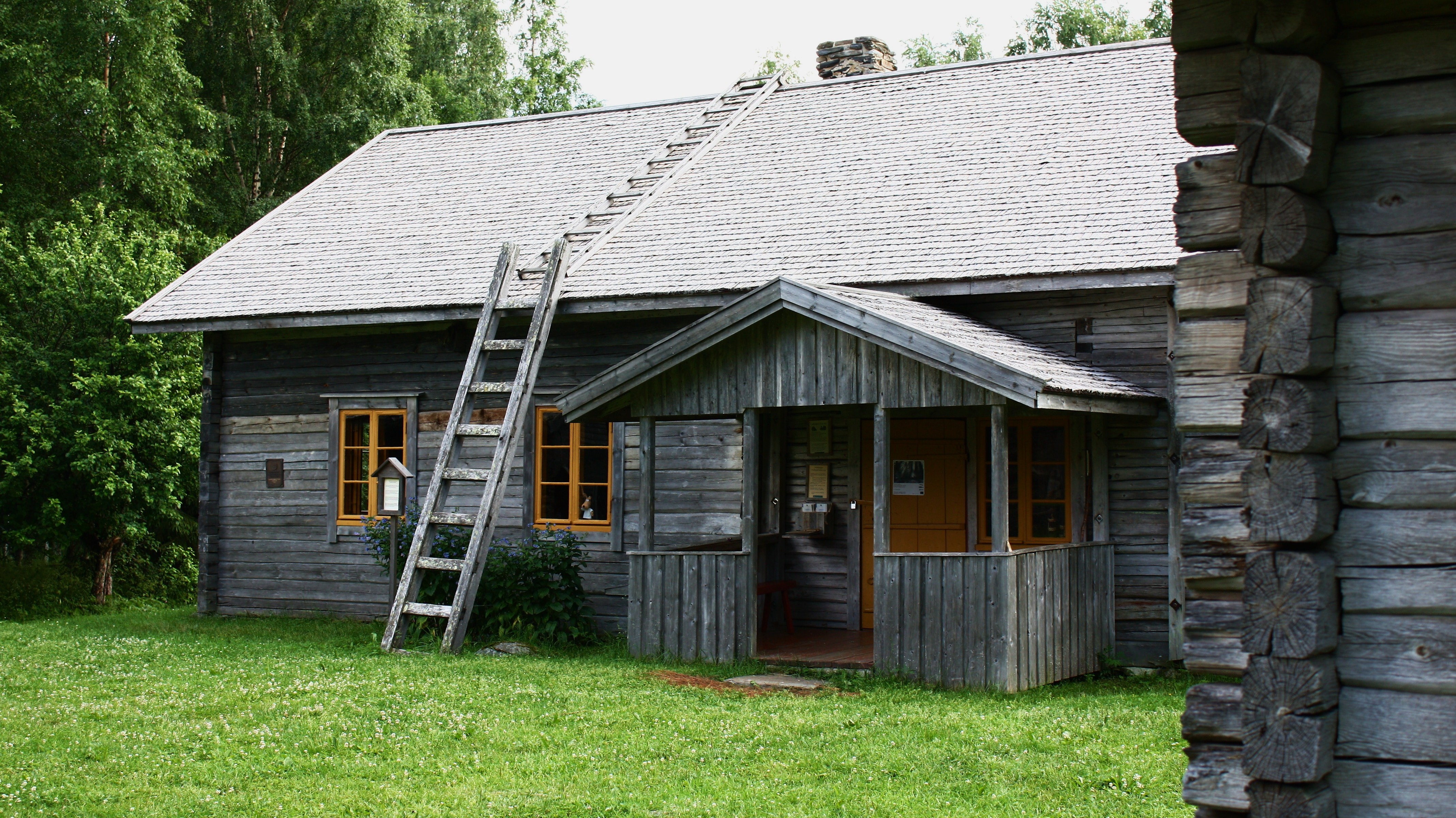
Riserva naturale Telkkämäki.
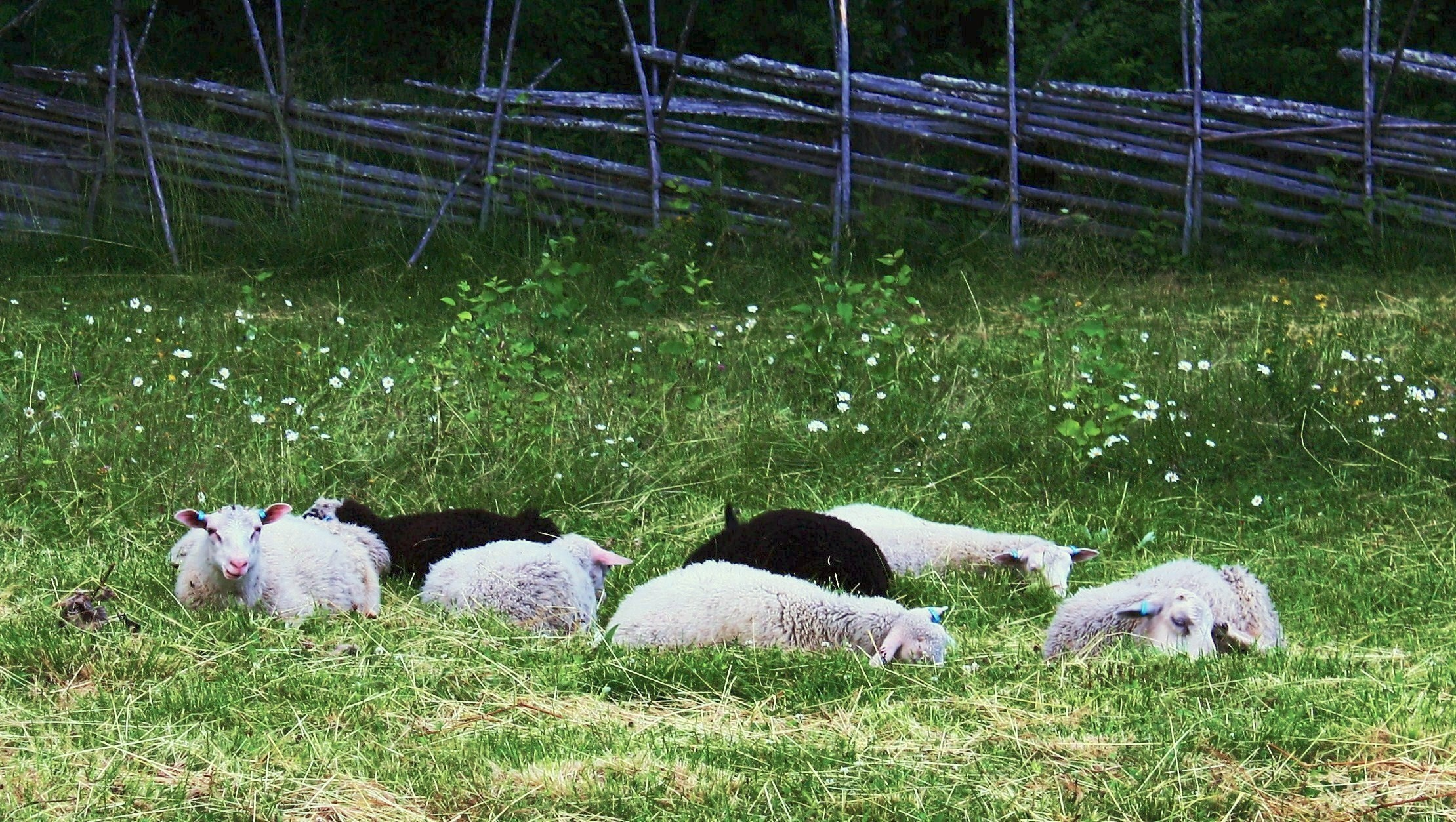
Riserva naturale Telkkämäki.
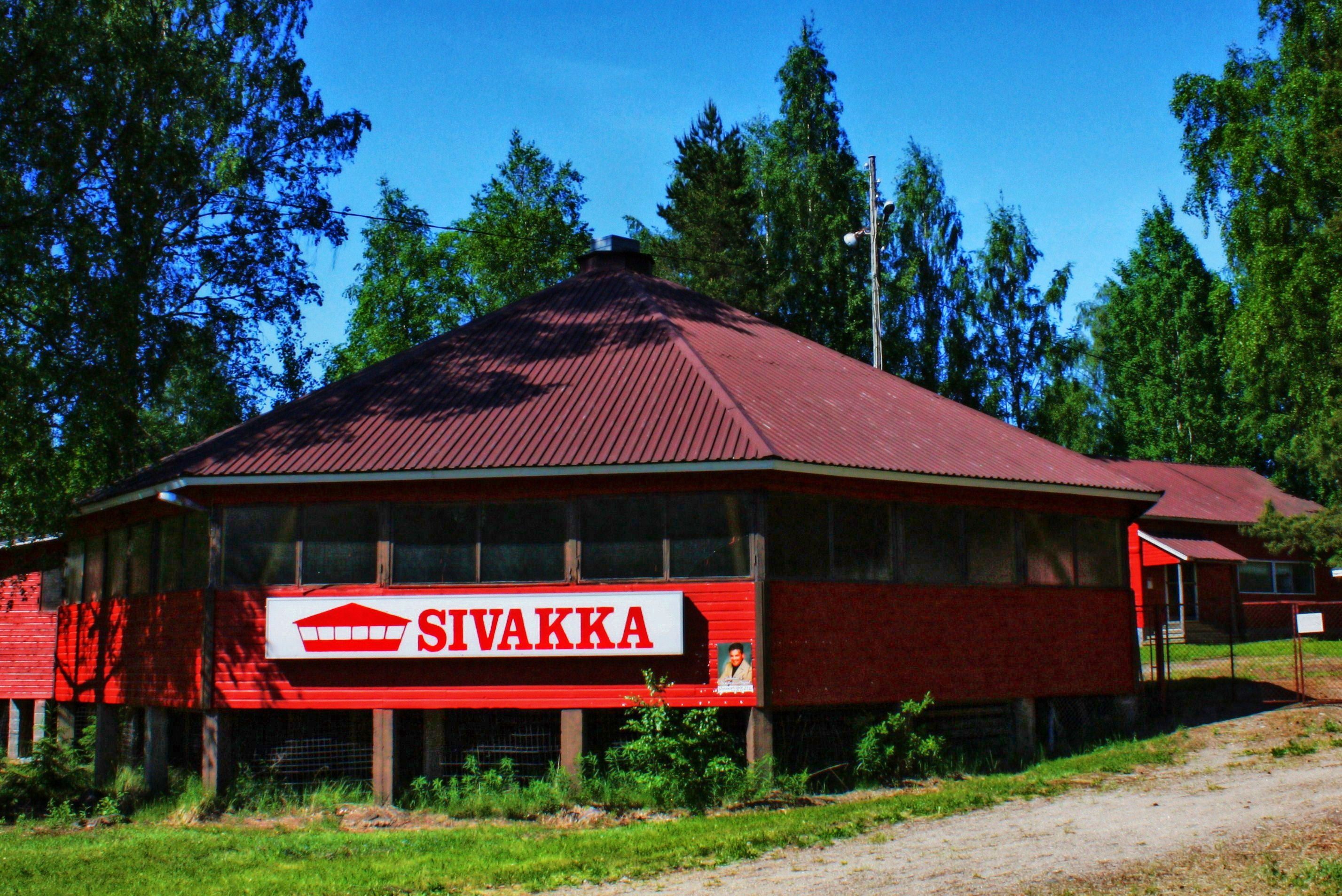
Sivakkavaara.